# ベニグノ・ヘルナンデス
ベニグノ・カルデナス・ヘルナンデス（英語: Benigno Cárdenas Hernández、1862年2月13日– 1954年10月18日）は、アメリカ合衆国の政治家。ニューメキシコ州選出のアメリカ合衆国下院議員としては初のヒスパニック系議員だった。共和党保守派（Old Guard）の一員と見做されている。

## 経歴
1862年2月13日、ベニグノ・カルデナス・ヘルナンデスは、レンガ職人の父フアンと母マリアの3番目の子供として生まれた。一家は15人きょうだいで、ニューメキシコ準州タオスに居を構えていた。ヘルナンデスは地元の学校に通ったものの、高等教育は受けずに牧羊業に従事する。18歳の時、地元の雑貨店に就職し、事務員として働き始めた。1900年から1904年までリオアリバ郡の遺言検認裁判所で事務員や捺印証書登録官として務め、その後もリオアリバ郡保安官（1904年-1906年）、郡会計係（county treasurer）兼収税吏（1908年-1912年）といった公選職を歴任した。また、共和党員として1912年と1916年の共和党全国大会に代表として参加している。
1914年、下院議員選挙に出馬し、民主党のハーベイ・バトラー・ファーガソンと議席を争うことになった。実績もあり知名度も高いファーガソンに比べ、知名度の低いヘルナンデスは苦戦が予想された。州内大手紙の一つ「サンタフェ・ニューメキシカン」に至っては、ファーガソンの当選確率は万に一つもないと断言。その理由として、州内での知名度の低さや功績の乏しさを挙げた。また、ヘルナンデスは演説で個々の政策課題ではなく、自身の人種（ヒスパニック）のアピールをしているに過ぎないと、対立候補のフランシス・C・ウィルソン（進歩党）から批判されている。蓋を開けてみると、ヘルナンデスは、ヒスパニック系住民の多い州北部から票を集め、51.3%の得票率で当選を果たした。ヘルナンデス自身は勝因についてファーガソンへの不満を持った民主党員が票を分散したからではないかと推測し、人種の影響は部分的にしかなかったと述べた。第64議会ではインディアン問題委員会と乾燥地・灌漑委員会に所属。特に地元ニューメキシコ州のインフラ整備に取り組んだ。
1916年選挙における民主党の対抗馬はウィリアム・ウォルトン州上院議員だった。投票の結果、ウォルトン32,592票（得票率：48.9%）に対して、ヘルナンデス32,042票（得票率：48.1%）と約500票差の接戦に敗れた。敗戦の理由として、同年の大統領選挙においてウッドロウ・ウィルソンが勝利を納めたこと、共和党内で進歩派と保守派が分裂したこと、ヘルナンデスが州の問題ではなく国政での問題に焦点を当てていたことが指摘されている。
落選後、ヘルナンデスはニューメキシコ州国防評議会の委員を務め、第一次世界大戦への動員支援を行なった。1918年、ウォルトンが上院議員選挙への出馬を表明すると、ヘルナンデスは下院議員選挙に再び立候補。下院議員時代にニューメキシコ州の道路整備のために100万ドル以上の連邦資金を確保した実績や息子が兵士として第一次世界大戦に従軍していることを述べて支持を集めた。投票の結果、50.7%の得票率で民主党・社会党の候補を破って再選を果たした。1920年選挙には出馬せず、1921年に任期満了に伴って議員を辞職した。
1921年4月22日、ウォレン・ハーディング大統領によって内国歳入庁の徴税人に任命され、1933年に民主党政権（フランクリン・ルーズベルト政権）が発足するまで同職にあった。
1954年10月18日、カリフォルニア州ロサンゼルスで死去。同州イングルウッドのイングルウッド・パーク・セメタリーに埋葬された。